# Phalacrus mexicanus
Phalacrus mexicanus is een keversoort uit de familie glanzende bloemkevers (Phalacridae). De wetenschappelijke naam van de soort werd in 1930 gepubliceerd door Alfred Hetschko.